# Kapış Kapış
Kapış Kapış è il primo singolo di Emre Altuğ a essere estratto nel 2007 dall'album Kişiye Özel.